# Марьевка (Симферопольский район)
Ма́рьевка (до 1948 года Челле́; укр. Мар'ївка, крымскотат. Çille, Чилле) — упразднённое село в Симферопольском районе Крыма, включённое в состав Новоандреевки. Сейчас — северная левобережная часть села.

## История
Первое документальное упоминание села встречается в Камеральном Описании Крыма… 1784 года, судя по которому, в последний период Крымского ханства Чилле  входил в Акмечетский кадылык Акмечетского каймаканства. После присоединения Крыма к России (8) 19 апреля 1783 года, (8) 19 февраля 1784 года, именным указом Екатерины II сенату, на территории бывшего Крымского Ханства была образована Таврическая область и деревня была приписана к Перекопскому уезду. После Павловских реформ, с 1796 по 1802 год, входила в Акмечетский уезд Новороссийской губернии. По новому административному делению, после создания 8 (20) октября 1802 года Таврической губернии, Челле был включён в состав Кучук-Кабачской волости Перекопского уезда.
По Ведомости о всех селениях в Перекопском уезде состоящих с показанием в которой волости сколько числом дворов и душ… от 21 октября 1805 года в деревне Чилле числилось 16 дворов и 137 жителей, исключительно крымских татар. На военно-топографической карте генерал-майора Мухина 1817 года обозначен как Шиле с 19 дворами. По результатам реформы волостного деления 1829 года Челле, согласно «Ведомости о казённых волостях Таврической губернии 1829 года» отнесли к Агьярской волости (в которую была переименована Кучук-Кабачская). На карте 1836 года в деревне 31 двор, как и на карте 1842 года.
В 1860-х годах, после земской реформы Александра II, деревню включили в состав Айбарской волости. В «Списке населённых мест Таврической губернии по сведениям 1864 года», составленном по результатам VIII ревизии 1864 года, Челле — владельческая татарская деревня с 4 дворами, 18 жителями и мечетью при колодцах (на трёхверстовой карте Шуберта 1865—1876 года в деревне Челле обозначено 7 дворов). Видимо, вследствие эмиграции крымских татар, особенно массовой после Крымской войны 1853—1856 годов, в Турцию, деревня опустела, что дало возможность в конце XIX века сдать пустующую землю в аренду крымским немцам лютеранам, видимо, тогда же появилось второе название села Зайчи. В «Памятной книге Таврической губернии 1889 года» по результатам Х ревизии 1887 года записан Челле Григорьевской волости, с 37 дворами и 217 жителями.
После земской реформы 1890 года, Челле отнесли к Бютеньской волости. Согласно «…Памятной книжке Таврической губернии на 1892 год», в экономии Челле, находившейся в частном владении, было 160 жителей в 32 домохозяйствах. По «…Памятной книжке Таврической губернии на 1902 год» в деревне числилось 200 жителей в 31 домохозяйстве, а по энциклопедии «Немцы России», в 1904 году в Зайчи было всего 23 жителя. По Статистическому справочнику Таврической губернии. Ч.II-я. Статистический очерк, выпуск пятый Перекопский уезд, 1915 год, в деревне Челле Бютеньской волости Перекопского уезда числилось 15 дворов (все дворы безземельные) со смешанным населением в количестве 113 человек «посторонних» жителей, из которых 55 мужчин и 58 женщин. Жители землёй не владели, но за селением числилось 200 десятин земли. В хозяйствах имелось 88 лошадей, 14 волов, 32 коровы и 67 голов мелкого скота.
После установления в Крыму Советской власти и учреждения 18 октября 1921 года Крымской АССР, в составе Симферопольского уезда был образован Биюк-Онларский район, в состав которого включили село. В 1922 году уезды получили название округов. 11 октября 1923 года, согласно постановлению ВЦИК, в административное деление Крымской АССР были внесены изменения, в результате которых был ликвидирован Биюк-Онларский район и село включили в состав Симферопольского. Согласно Списку населённых пунктов Крымской АССР по Всесоюзной переписи 17 декабря 1926 года, в селе Челле (вместе с Зайчи), Ново-Андреевского сельсовета Симферопольского района, числилось 33 двора, из них 31 крестьянский, население составляло 159 человек, из них 89 русских, 53 немца, 13 украинцев, 4 болгар, действовала русская школа.Постановлением КрымЦИКа от 30 октября 1930 года был вновь создан Биюк-Онларский район (указом Президиума Верховного Совета РСФСР № 621/6 от 14 декабря 1944 года переименованный в Октябрьский), теперь как немецкий национальный (лишённый статуса национального постановлением Оргбюро ЦК КПСС от 20 февраля 1939 года) и Челле включили в его состав.
Вскоре после начала Великой Отечественной войны, 18 августа 1941 года крымские немцы были выселены, сначала в Ставропольский край, а затем в Сибирь и северный Казахстан. В 1944 году, после освобождения Крыма от фашистов, 12 августа 1944 года было принято постановление № ГОКО-6372с «О переселении колхозников в районы Крыма», по которому в район из Винницкой и Киевской областей переселялись семьи колхозников. Указом Президиума Верховного Совета РСФСР от 18 мая 1948 года, Челле переименовали в Марьевку. К 1960 году (соглавно справочнику — в период с 1954 по 1968 год), Марьевку включили в состав Новоандреевки.

### Динамика численности населения
| - 1805 год — 137 чел. - 1864 год — 18 чел. - 1889 год — 217 чел. - 1892 год — 160 чел. | - 1902 год — 200 чел. - 1904 год — 23 чел. - 1915 год — 113 чел. - 1926 год — 159 чел. |